# Igüeña
Igüeña es un municipio y lugar español de la provincia de León, en la comunidad autónoma de Castilla y León. Se encuentra en la comarca de El Bierzo y cuenta con una población de 1049 habitantes (INE 2024).

## Núcleos de población
El municipio de Igüeña incluye siete pedanías y dos despoblados además de la localidad cabecera.
- Igüeña
- Almagarinos
- Colinas del Campo de Martín Moro Toledano
- Espina de Tremor
- Pobladura de las Regueras
- Quintana de Fuseros
- Rodrigatos de las Regueras
- Tremor de Arriba
- Urdiales de Colinas
- Los Montes de la Ermita

## Historia

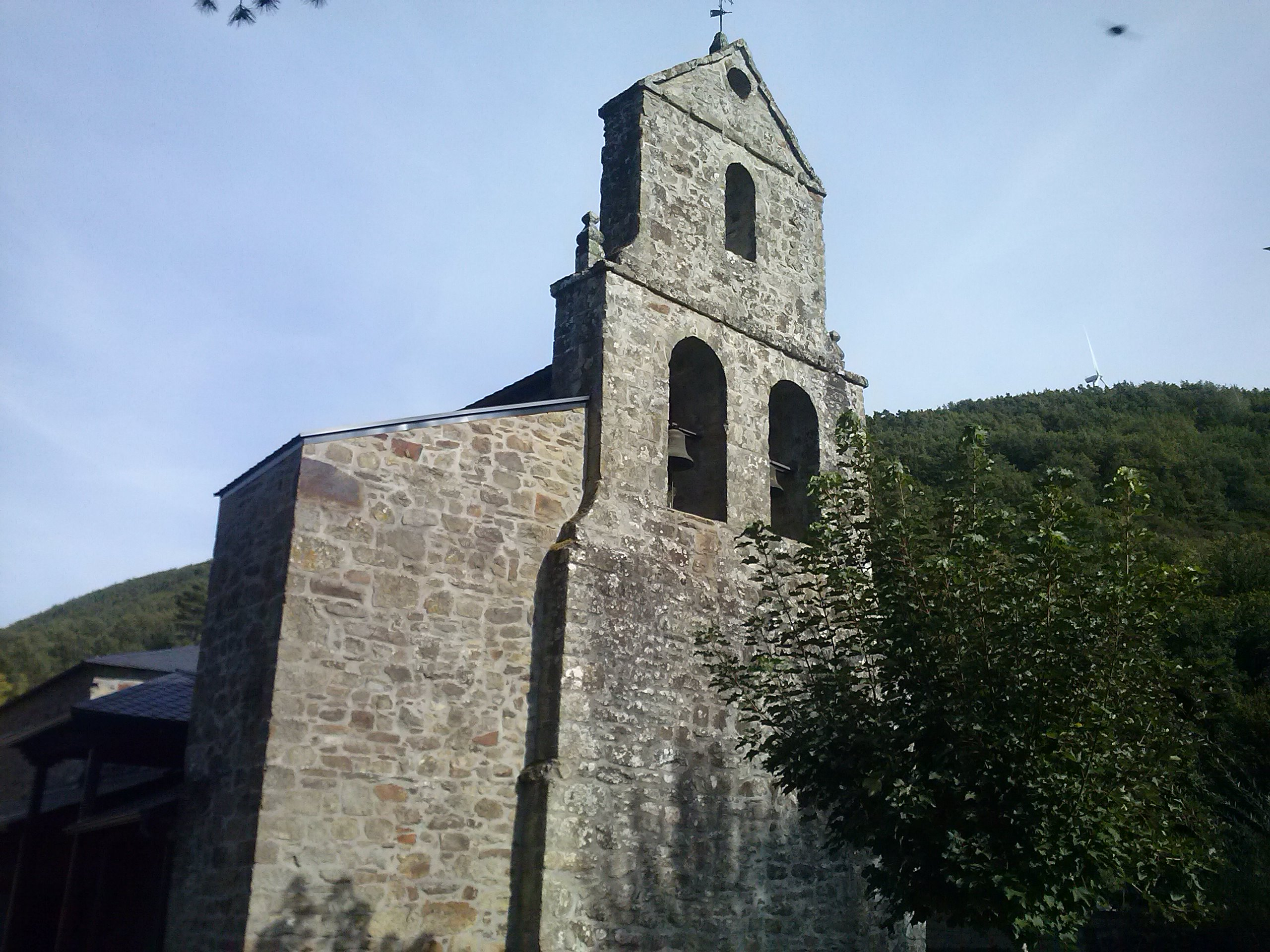
Iglesia de Pobladura de las Regueras

Las primeras noticias de poblamiento humano en el municipio datan de la época en que los astures poblaban la zona, habiéndose catalogado varios castros, posteriormente romanizados en el término municipal, como los de Los Castros, Las Coronas, El Castro y Los Rubios en Quintana de Fuseros, relacionados en época romana con la explotación minera, así como en Igüeña los de La Reguerina y La Torca, y en Colinas el de La Torca del Barreiro.
Precisamente en época romana, en el entorno del río Tremor, en su inicio, en Tremor de Arriba se conservan vestigios de explotaciones auríferas romanas, de las que aún hoy en día se perciben los canales.
Posteriormente, ya en la Edad Media, la localidad de Igüeña quedó englobada dentro del reino de León, en cuyo seno se habría acometido la repoblación de las localidades del municipio, habiendo existido algunos asentamientos humanos en esta época en los pagos de San Adrián y San Esteban en Quintana de Fuseros, en Las peñas de San Miguel en Iguëña, o en Santa Ana de Rodrigatos de las Regueras, donde se presume la existencia de una necrópolis medieval.
Ya en la Edad Contemporánea, en 1821 Igüeña fue una de las localidades que pasó a formar parte de la provincia de Villafranca o del Vierzo, si bien al perder ésta su estatus provincial al finalizar el Trienio Liberal, en la división de 1833 Igüeña quedó adscrito a la provincia de León, dentro de la Región Leonesa.

## Demografía
Cuenta con una población de 1049 habitantes (INE 2024).
| Gráfica de evolución demográfica de Igüeña entre 1842 y 2021                                                          |
| |
| Población de derecho según los censos de población del INE. Población de hecho según los censos de población del INE. |

### Población por núcleos
El municipio se divide en varios núcleos de población, que poseían la siguiente población en 2017 según el INE.
| Núcleo de población                       | Población |
| ----------------------------------------- | --------- |
| Tremor de Arriba                          | 346       |
| Quintana de Fuseros                       | 230       |
| Igüeña                                    | 207       |
| Pobladura de las Regueras                 | 201       |
| Almagarinos                               | 77        |
| Colinas del Campo de Martín Moro Toledano | 77        |
| Espina de Tremor                          | 44        |
| Rodrigatos de las Regueras                | 8         |
| Urdiales de Colinas                       | 0         |
| Los Montes de la Ermita                   | 1         |

## Economía
La agricultura y la ganadería dominaron la vida económica de este municipio hasta la aparición a primeros del siglo XX de la minería del carbón, que consiguió que esta zona tuviera un gran auge demográfico en la década de los 60, pero la posterior crisis del sector ha hecho mella en la vida económica y social del municipio.
Empresas ya cerradas son: GM el Porvenir, Cepile, Mile, Antracitas de Rodrigatos, Antracitas del Charcón, Mina Josefita, Antracitas Almagarinos.
Existen dos empresas mineras Alto Bierzo y Uminsa.

## Equipamientos
En la localidad de Igueña se encuentra el Ayuntamiento. Son de importante mención la playa fluvial de reciente construcción, los diversos bares y establecimientos y un hotel a la orilla del río.
La localidad más habitada del municipio de Igüeña es Tremor de Arriba, donde se encuentra el polideportivo municipal y el puesto de la Guardia Civil, así como la farmacia y dos entidades financieras.

## Patrimonio

### Colinas del Campo de Martín Moro Toledano

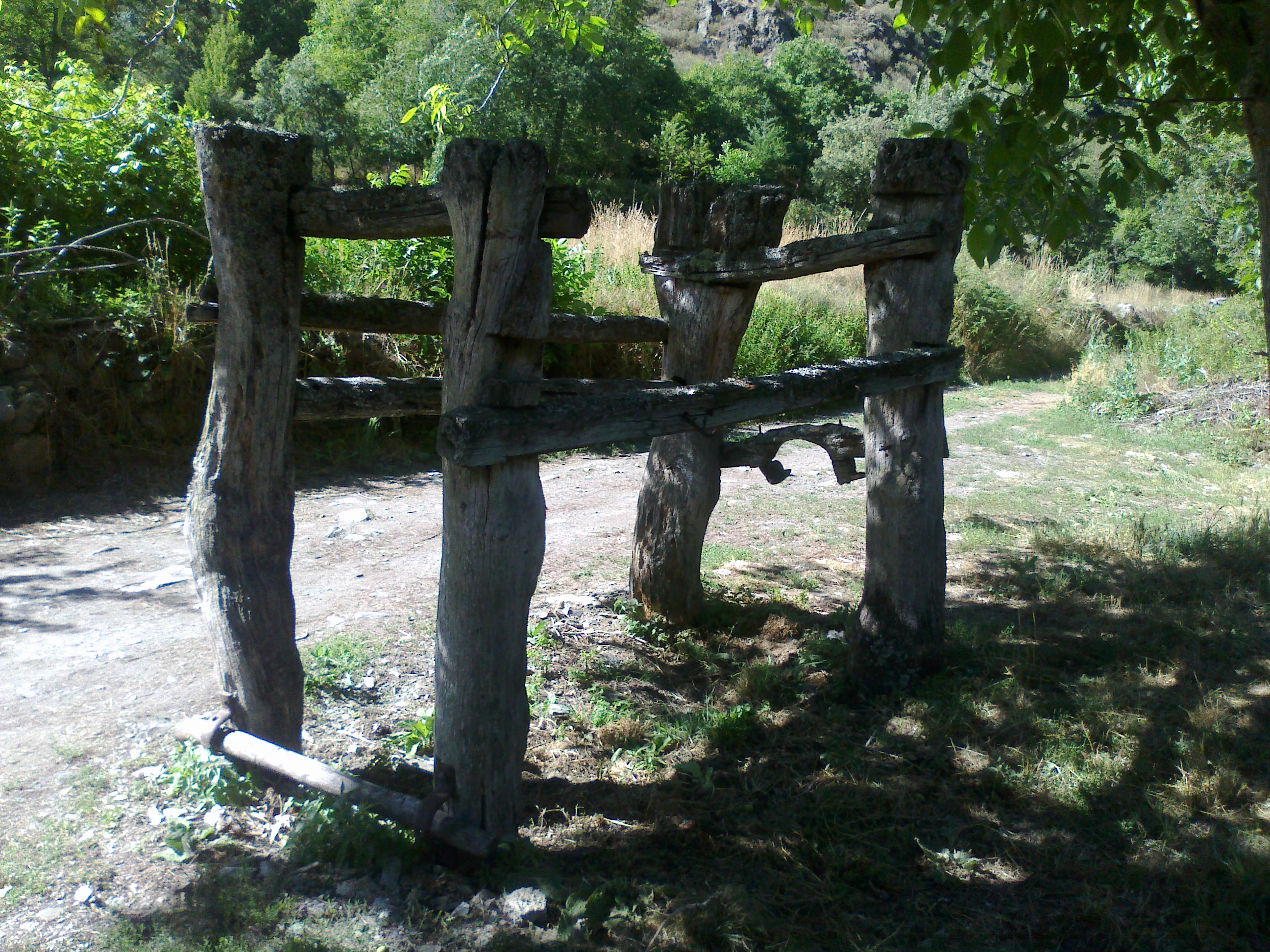
Potro de herrar en Colinas del Campo de Martín Moro Toledano

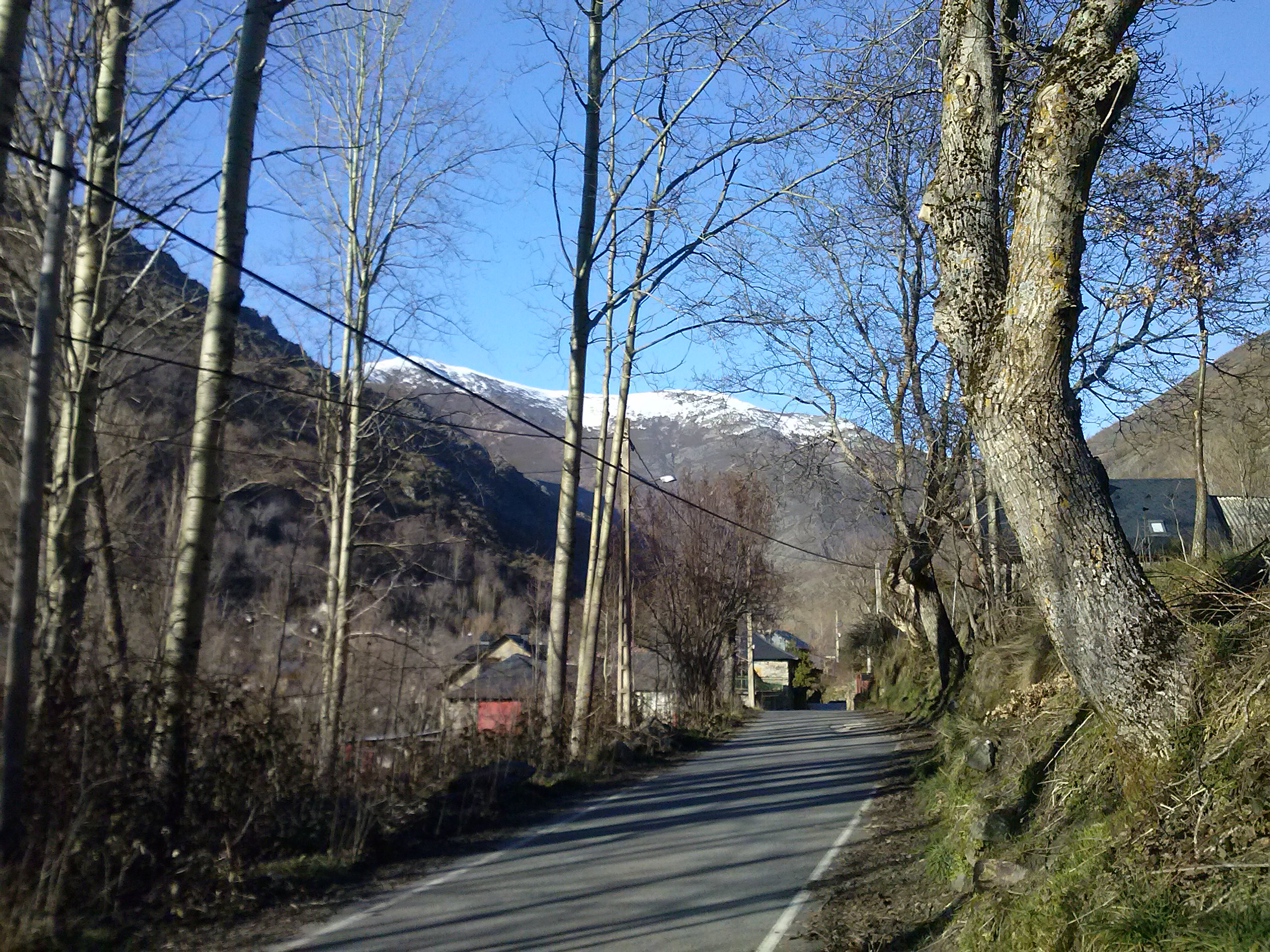
Entorno de Colinas del Campo de Martín Moro Toledano

Se encuentra declarado Bien de Interés Cultural (BIC) con categoría de Conjunto Histórico desde 1994, estando enclavado en un terreno montañoso, a 1200 metros de altitud sobre el nivel del mar, entre las sierras de Gistredo y Los Cilleros, en el Valle del Boeza. Dentro de su casco urbano, que presenta una configuración claramente rural, destacan el puente romano, el Arco de Piedra, la plaza de la Iglesia con su porticado exterior, la ermita del Santo Cristo, diversas edificaciones con corredor, los molinos, la Fábrica de luz, el potro de herrar, así como varios abrevaderos.